# Česká podnikatelská pojišťovna
Česká podnikatelská pojišťovna (ČPP) je univerzální pojišťovna, která nabízí svým klientům řešení v oblasti životního i neživotního pojištění. Společnost působí prostřednictvím 6 regionálních ředitelství, 100 poboček a 220 kanceláří na celém území ČR. Na českém pojistném trhu působí od roku 1995.
ČPP je součástí pojišťovací skupiny Vienna Insurance Group (VIG), která se zabývá pojištěním v Rakousku a ve střední a východní Evropě. Na burze kótovaná Vienna Insurance Group je podnikem s nejvyšším ratingem v rámci hlavního indexu Vídeňské burzy ATX; akcie jsou kótovány i na Burze cenných papírů Praha.

## Získaná ocenění
Nejlepší pojišťovna 2021
- 3. místo v kategorii „Nejlepší neživotní pojišťovna“

Zlatá koruna
- 1. místo za Pojištění podnikatelů a průmyslu[kdy?]
- 2. místo v kategorii povinné ručení za produkt Autopojištění COMBI PLUS IV
- 3. místo za produkt pojištění pro podnikatele SIMPLEX
- 3. místo v kategorii neživotní pojištění za produkt Autopojištění COMBI PLUS IV

Pojišťovna roku
- 2. místo za pojištění občanů[kdy?]
- 3. místo za pojištění průmyslu a podnikatelů
- 3. místo za autopojištění
- 3. místo za životní pojištění[1]